# Omik K.
Omik K. (bürgerlich Gilberto Ruben Guillen Hernandez; * 7. August 1989 in Ciego de Ávila Morón, Kuba) ist ein deutscher Rapper aus Leipzig. Bekannt ist Omik K für seinen aggressiven, gebrüllten Rapstil.

## Leben
Omik K. kam im Alter von sieben Jahren nach Deutschland und wuchs in Leipzig auf. Nachdem er in der Leipziger Untergrund-Szene aktiv gewesen war, wurden Rapper wie Joe Rilla und Morlockk Dilemma auf ihn aufmerksam und arbeiteten mit ihm an seinem ersten Album 13 Jahre Deutschland, das im Jahr 2008 beim Label ProMille erschien. Kurz darauf löste sich das Label auf, sodass Omik K. sein zweites Album Lagrima im Jahr 2011 im Eigenverlag veröffentlichen musste. Nach einer anschließenden künstlerischen Pause erschien schließlich Anfang 2014 sein drittes Solo-Album Sangre Mala. Im gleichen Jahr arbeitete er mit den Rappern Bonez MC und Gzuz (187 Strassenbande) an deren Album High & hungrig mit. Außerdem nahm er mit Der Plusmacher Königsmische für dessen Album Fsw // Freieschwarzmarktwirtschaft auf. Das Album Karma, das 2016 folgte, erreichte erstmals die deutschen Charts und platzierte sich dort auf Platz 55.
Seit dem 2. März 2017 steht der Rapper bei der Plattenfirma Auf!Keinen!Fall! unter Vertrag.

## Diskografie
Alben
- 2008: 13 Jahre Deutschland, ProMille
- 2011: Lagrima
- 2014: Sangre Mala, Record Jet (Soulfood)
- 2016: Karma (Wolfpack)
- 2018: Coño (Auf!Keinen!Fall!)
- 2019: Axon Jaxon (Das Maschine)
- 2021: Zero